# Dorfkirche Sydow

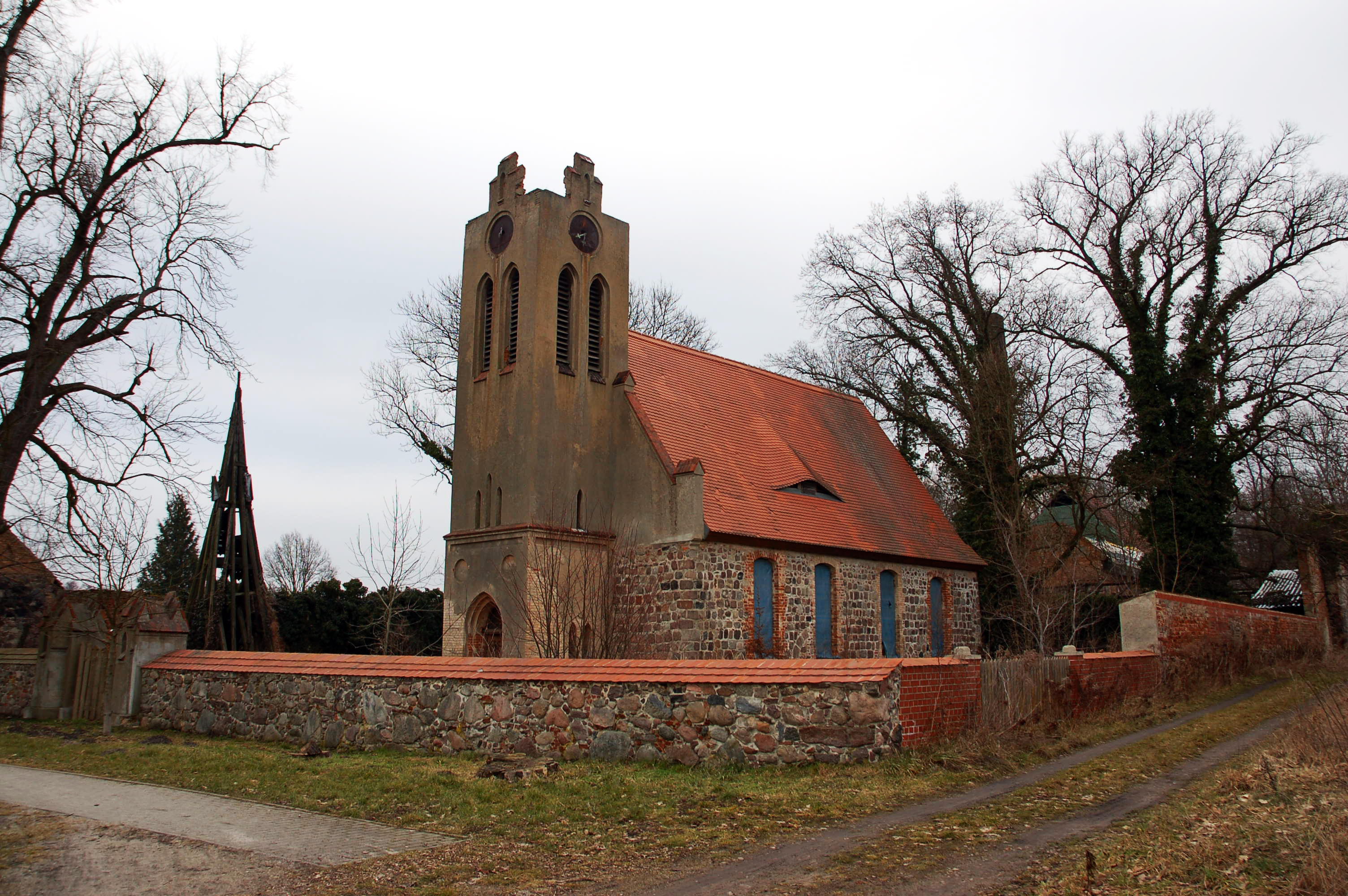
Dorfkirche Sydow

Die evangelische, denkmalgeschützte Dorfkirche Sydow steht im Wohnplatz Sydow der Gemeinde Sydower Fließ im Landkreis Barnim von Brandenburg. Sie gehört zum Kirchenkreis Barnim der Evangelischen Kirche Berlin-Brandenburg-schlesische Oberlausitz.

## Beschreibung
Das Langhaus aus Feldsteinen wurde Mitte des 13. Jahrhunderts erbaut. Der Innenraum, in dem am Anfang des 20. Jahrhunderts eine Empore eingebaut wurde, ist mit einer Holzbalkendecke überspannt. Der neugotische Kirchturm wurde an das Langhaus im Westen in der zweiten Hälfte des 19. Jahrhunderts angebaut. Gleichzeitig wurden die stichbogigen Fenster vergrößert und mit Gewänden aus Backsteinen versehen. Die stark verfallene Kirche wurde lange Zeit nicht genutzt. Seit 1996 wird sie restauriert. Von der Kirchenausstattung wurde die Kanzel an die Evangelische Kirche Stolzenhagen abgegeben.